# Piast
|  | Per a altres significats, vegeu «dinastia Piast». |

Piast Kołodziej o simplement Piast (pronunciació polonesa: [ˈpʲiast kɔˈwɔd͡ʑɛj]; c. 740/1? - 861 dC) fou una figura semi-llegendària de la Polònia medieval (segle IX dC), el fundador de la dinastia Piast que governarà el futur Regne de Polònia.

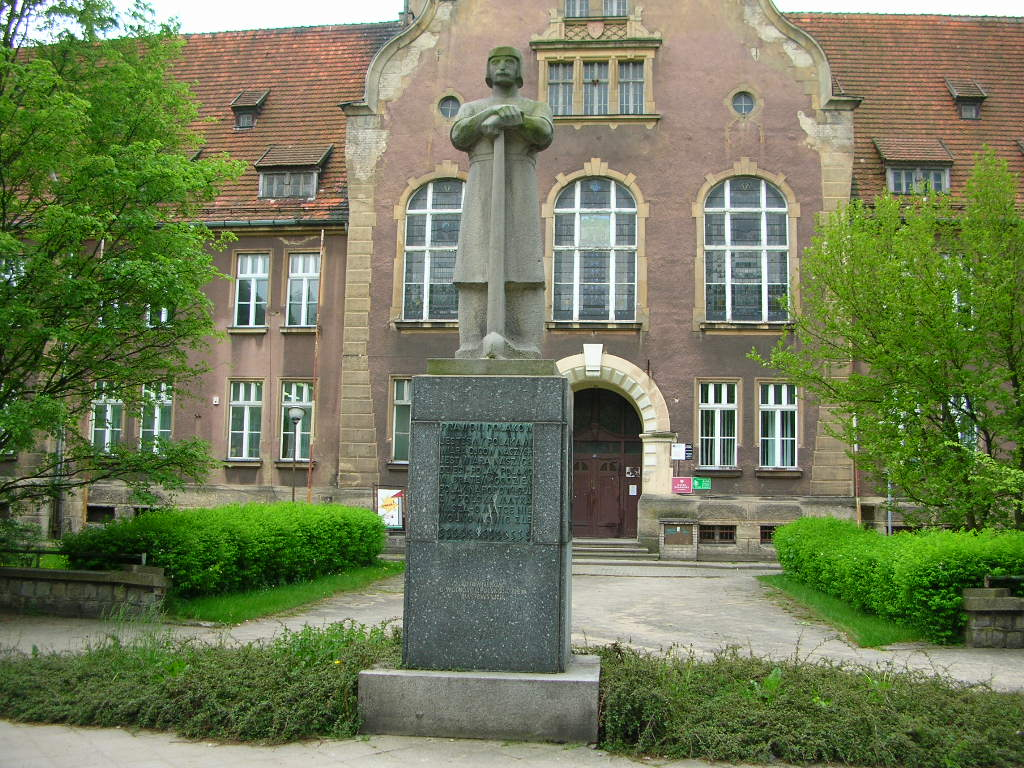
Monument a Piast Kołodziej a Złotów

Piast apareix a la Crònica polonesa (Gesta principum Polonorum) de Gallus Anonymus,juntament amb el seu pare, Chościsko i la dona de Piast, Rzepicha.
La crònica narra la història d'una visita inesperada realitzada a Piast per dos desconeguts. Demanen unir-se a la família de Piast per celebrar el setè aniversari (un ritu de pas pagà per als nois) del fill de Piast, Siemowit. A canvi de l'hospitalitat, els convidats van llançar un encanteri fent que el celler de Piast estigués ple d'abundància. Veient això, els compatriotes de Piast el declaren el seu nou príncep, en substitució del desaparegut príncep Popiel.
Si Piast existí realment, hauria estat el besavi del príncep Mieszko I (c. 930-92), el primer governant històric de Polònia i el besavi del besavi de Bolesław Chrobry (967-1025), el primer rei polonès.
Els mítics Piasts eren originaris de Gniezno, una vila fortificada fundada entre els segles VIII i IX, dins del territori tribu dels polans occidentals.
Segons la llegenda va morir l'any 861 amb 120 anys.
Durant més de mil anys d'història polonesa, ningú més va dugué el nom Piast.
Dues teories expliquen l'etimologia de la paraula Piast. El primer dona l'arrel com a piasta (“eix” [d'una roda] en polonès), una referència a la seva professió de fabricant de rodes. El segon relaciona Piast amb piastun ("custodi" o "guardià"). Això podria indicar la posició inicial de Piast com a majordom o "administrador de la casa" a la cort d'un altre governant i la posterior presa del poder per part de Piast. De forma anàloga al el desenvolupament de les primeres dinasties franques medievals, quan els majordoms de palau dels reis merovingis usurparen gradualment el control polític.